# リンカーン・アビエーター
アビエーター(AVIATOR)はフォードが製造、リンカーンブランドで販売している自動車である。

## 初代 UN152型 (2003年 - 2005年)
リンカーン・ナビゲーターがヒットしたことによりフォードは、フォード・エクスプローラーをベースにアビエーターを開発することにした。2003年に発売を始めたが、すでに高級ミッドサイズSUV市場はレクサス・RXやインフィニティ・FXなどのクロスオーバー型SUVに傾いていたこともあってナビゲーターのような成功を収めることができず、このためフォードは2004年のデトロイト・モーターショーでクロスオーバー型のマツダ・CX-7の姉妹車といえる「アビエーター・コンセプト」を出展して次期モデルの投入を予告した。
そして2006年1月、その市販モデルが姉妹車のフォード・エッジとともにデトロイト・モーターショーで発表された。しかし、車名はアビエーターではなくMKXと改められた。これはリンカーンのブランド戦略の変更により、ペットネームの代わりにアルファベットまたは数字の組み合わせで車名を表すことになったためである。
2005年をもって生産を終了した。

## 2代目 U611型 (2019年 - )
2018年、ニューヨーク・オートショーでリンカーンは2019年に生産に入る2代目リンカーン・アビエーターのプロトタイプを発表した。リンカーンでのポジションとしては、ノーチラスよりも上であり、ナビゲーターよりも下のクラスである。6代目フォード・エクスプローラーとはプラットフォームを共有する兄弟関係にある。

## 車名
「AVIATOR」は、英語で「飛行家」という意味である。